# آکاش توسار
آکاش توسار (به انگلیسی: Akash Thosar) (زاده ۲۴ فوریه ۱۹۹۴) بازیگر هندی است.
از فیلم‌هایی که وی در آن نقش داشته است می‌توان به وحشی، گله و داستان شهوت اشاره کرد.